# Olympische Sommerspiele 1928/Schwimmen – 100 m Freistil (Frauen)
Der Wettbewerb über 100 Meter Freistil der Frauen bei den Olympischen Spielen 1928 in Amsterdam wurde am 10. und 11. August 1928 im Olympisch Zwemstadion ausgetragen. 24 Athletinnen nahmen daran teil. 
Es fanden sechs Vorläufe statt. Die jeweils zwei schnellsten Schwimmerinnen aller Vorläufe und die zeitschnellste Dritte qualifizierten sich für die zwei Halbfinals, die am nächsten Tag ausgetragen wurden. Für das Finale qualifizierten sich die jeweils drei schnellsten Schwimmerinnen beider Halbfinals.

## Rekorde
Vor Beginn der Olympischen Spiele waren folgende Rekorde gültig:
| Weltrekord         | Ethel Lackie ( Vereinigte Staaten)       | 1:10,0 min | Toledo, Vereinigte Staaten | 28. Januar 1926 |
| Olympischer Rekord | Mariechen Wehselau ( Vereinigte Staaten) | 1:12,2 min | Paris, Frankreich          | 19. Juli 1924   |

Während der Olympischen Spiele wurde folgender Rekord gebrochen:
| Olympischer Rekord | Albina Osipowich | 1:11,0 min | Amsterdam, Niederlande | 11. August 1928 |

## Titelträger
| Olympiasieger | Ethel Lackie ( Vereinigte Staaten) | 1:12,4 min | Paris 1924   |
| Europameister | Marie Vierdag ( Niederlande)       | 1:15,0 min | Bologna 1927 |

## Vorlauf

### Vorlauf 1
| Platz | Name           | Nation                | Zeit       | Anmerkung |
| ----- | -------------- | --------------------- | ---------- | --------- |
| 1     | Jean McDowell  | Großbritannien        | 1:14,0 min |           |
| 2     | Susan Laird    | Vereinigte Staaten    | 1:14,2 min |           |
| 3     | Marie Vierdag  | Niederlande           | 1:14,4 min |           |
| 4     | Reni Erkens    | Deutsches Reich       | 1:15,0 min |           |
| 5     | Rhoda Rennie   | Südafrikanische Union | unbekannt  |           |
| 6     | Claire Horrent | Frankreich            | unbekannt  |           |

### Vorlauf 2
| Platz | Name              | Nation                | Zeit       | Anmerkung |
| ----- | ----------------- | --------------------- | ---------- | --------- |
| 1     | Agnete Olsen      | Dänemark              | 1:15,8 min |           |
| 2     | Ena Stockley      | Neuseeland            | 1:16,4 min |           |
| 3     | Zus Engelenberg   | Südafrikanische Union | 1:22,6 min |           |
| 4     | Edna Davey        | Australien            | unbekannt  |           |
| 5     | Marguerite Ledoux | Frankreich            | unbekannt  |           |

### Vorlauf 3
| Platz | Name            | Nation             | Zeit       | Anmerkung |
| ----- | --------------- | ------------------ | ---------- | --------- |
| 1     | Eleanor Saville | Vereinigte Staaten | 1:14,8 min |           |
| 2     | Vera Tanner     | Großbritannien     | 1:26,4 min |           |

### Vorlauf 4
| Platz | Name             | Nation             | Zeit       | Anmerkung |
| ----- | ---------------- | ------------------ | ---------- | --------- |
| 1     | Albina Osipowich | Vereinigte Staaten | 1:12,4 min |           |
| 2     | Kathleen Miller  | Neuseeland         | 1:17,2 min |           |
| 3     | Margit Sipos     | Ungarn             | 1:18,8 min |           |

### Vorlauf 5
| Platz | Name                | Nation                | Zeit       | Anmerkung |
| ----- | ------------------- | --------------------- | ---------- | --------- |
| 1     | Kathleen Russell    | Südafrikanische Union | 1:15,4 min |           |
| 2     | Sarolta Stieber     | Ungarn                | 1:22,2 min |           |
| 3     | Marguerite Dockrell | Irland                | 1:31,6 min |           |

### Vorlauf 6
| Platz | Name            | Nation          | Zeit       | Anmerkung |
| ----- | --------------- | --------------- | ---------- | --------- |
| 1     | Lotte Lehmann   | Deutsches Reich | 1:15,6 min |           |
| 2     | Margaret Cooper | Großbritannien  | 1:16,8 min |           |
| 3     | Bonnie Mealing  | Australien      | 1:20,6 min |           |
| 4     | Gerda Bredgaard | Dänemark        | unbekannt  |           |
| 5     | Anne Dupire     | Frankreich      | unbekannt  |           |

## Halbfinale

### Lauf 1
| Platz | Name             | Nation             | Zeit       | Anmerkung |
| ----- | ---------------- | ------------------ | ---------- | --------- |
| 1     | Albina Osipowich | Vereinigte Staaten | 1:12,2 min |           |
| 2     | Susan Laird      | Vereinigte Staaten | 1:13,8 min |           |
| 3     | Margaret Cooper  | Großbritannien     | 1:14,0 min |           |
| 4     | Vera Tanner      | Großbritannien     | unbekannt  |           |
| 5     | Ena Stockley     | Neuseeland         | unbekannt  |           |
| 6     | Agnete Olsen     | Dänemark           | unbekannt  |           |
|       | Sarolta Stieber  | Ungarn             | DNF        |           |

### Lauf 2
| Platz | Name             | Nation                | Zeit       | Anmerkung |
| ----- | ---------------- | --------------------- | ---------- | --------- |
| 1     | Eleanor Saville  | Vereinigte Staaten    | 1:11,4 min |           |
| 2     | Jean McDowell    | Großbritannien        | 1:15,6 min |           |
| 3     | Lotte Lehmann    | Deutsches Reich       | 1:15,8 min |           |
| 4     | Kathleen Russell | Südafrikanische Union | unbekannt  |           |
| 5     | Marie Vierdag    | Niederlande           | unbekannt  |           |
| 6     | Kathleen Miller  | Neuseeland            | unbekannt  |           |

## Finale
| Platz | Name             | Nation             | Zeit       | Anmerkung |
| ----- | ---------------- | ------------------ | ---------- | --------- |
| 1     | Albina Osipowich | Vereinigte Staaten | 1:11,0 min | OR        |
| 2     | Eleanor Saville  | Vereinigte Staaten | 1:11,4 min |           |
| 3     | Margaret Cooper  | Großbritannien     | 1:13,6 min |           |
| 4     | Jean McDowell    | Großbritannien     | 1:13,8 min |           |
| 5     | Susan Laird      | Vereinigte Staaten | 1:14,6 min |           |
| 6     | Lotte Lehmann    | Deutsches Reich    | 1:15,2 min |           |